# Secăria
Secăria község Prahova megyében, Munténiában, Romániában. A község csupán Secăria településből áll.

## Fekvése
A megye északnyugati részén található, a megyeszékhelytől, Ploieşti-től, hatvanhárom kilométerre északra, a Déli-Kárpátok vonulatának déli lejtőin.

## Történelem
A 19. század végén a mai község Comarnic irányítása alá tartozott.
A két világháború között, 1931-ben önálló községi státuszt kapott.
1950-ben közigazgatási átszervezés alapján, a Prahova-i régió Câmpina rajonjához került, majd 1952-ben a Ploiești régióhoz csatolták.
1968-ban ismét megyerendszert vezettek be az országban, ezzel megint Prahova megye része lett.

## Lakossága
A nemzetiségi megoszlás a következő:
| 2002     | 2002 | 2002   |
| -------- | ---- | ------ |
| Románok  | 1362 | 100,0% |
| Összesen | 1362 | 100,0% |